# Güímar (kommun i Spanien)
Güímar är en kommun i Spanien.  Den ligger i provinsen Santa Cruz de Tenerife i den autonoma regionen Kanarieöarna i sydvästra delen av landet, 1 800 km sydväst om huvudstaden Madrid. Antalet invånare är 21 716 (2024). Güímar ligger på ön Teneriffa.